# BRA Day
Der BRA Day (BRA; englisch für „Breast Reconstruction Awareness“) wurde 2011 von der kanadischen Stiftung Willow Breast & Hereditary Cancer Support ins Leben gerufen. Ziel war es, einen internationalen Aktionstag zu etablieren, der ein Bewusstsein für Brustrekonstruktionen nach einer Brustkrebserkrankung schafft. Weltweit beteiligen sich von Jahr zu Jahr mehr Spezialisten an dem Aufklärungstag.
Betroffene haben am BRA Day die Möglichkeit, in Informationsvorträgen und Gruppenberatungen von Experten qualifizierte Antworten auf Fragen rund um das Thema Brustrekonstruktion zu erhalten. In Deutschland kooperiert die Initiative eng mit Mitgliedern der Deutschen Gesellschaft der Plastischen, Rekonstruktiven und Ästhetischen Chirurgen.
Seit 2014 wird der BRA Day im Oktober international in verschiedenen Kliniken und Ländern organisiert. In Deutschland wurde der 1. BRA Day am 16. Oktober 2013 in spezialisierten Kliniken ausgerichtet.